# Hovea pannosa
Hovea pannosa är en ärtväxtart som beskrevs av William Jackson Hooker. Hovea pannosa ingår i släktet Hovea och familjen ärtväxter. Inga underarter finns listade i Catalogue of Life.